# Роберт Крісті
Роберт Фредерік Крісті (англ. Robert Frederick Christy; 14 травня 1916, Ванкувер, Канада — 3 жовтня 2012, Пасадіна, Каліфорнія, США) — американський фізик-теоретик, який брав участь у Мангеттенському проекті, астроном, президент Каліфорнійського технологічного інституту (у 1977 — 1978 роках).
Член Національної академії наук США (1965), член Американського фізичного товариства (1946).

## Життєпис
Роберт Фредерік Крісті народився 14 травня 1916 року у Ванкувері (Британська Колумбія, Канада), в родині Мойсея Жака Коена (Moise Jacques Cohen), інженера- електротехніка, та Гетті Альберти (до шлюбу Маккей, Hattie Alberta Mackay), учительки. Своє перше ім'я — Роберт — він отримав на честь двоюрідного діда по материнській лінії Роберта Вуда, а друге — Фредерік — на честь другого чоловіка бабусі по материнській лінії Фредеріка Александера Крісті. У нього був старший брат Джон, який народився 1913 року. Його батько змінив 31 серпня 1918 року сімейне прізвище на Крісті. Через два місяці, 4 листопада, його вбило електричним струмом.  Мати Роберта померла після невдалої операції для лікування зобу 1926 року. Крісті зі своїм братом перейшли на виховання Роберта Вуда, їх бабусі Альберти Маккей та двоюрідної бабки Мод Маккей (Maud Mackay). 
У 1932 році Крісті закінчив середню школу імені Магі (Magee High School), набравши найвищу у всій провінції Британської Колумбії випускну екзаменаційну оцінку. За це він був нагороджений Академічною медаллю Генерал-губернатора (Governor General's Academic Medal), і, що було важливіше в умовах обмежених фінансів сім'ї, право на безкоштовне навчання в Університеті Британської Колумбії . На вечері на честь нагородження він познайомився з Дагмар Елізабет фон Лівен (Dagmar Elizabeth von Lieven), яка зайняла друге місце, а потім зустрічався під час навчання в університеті.  В 1935 році Роберт Крісті отримав освітній ступінь бакалавра мистецтв з математики та фізики з найвищою відзнакою, а в 1937 році — магістра мистецтв.  Темою його кваліфікаційної роботи була «Приєднання електронів та утворення негативного іона кисню» («Electron attachment and negative ion formation in oxygen»).
Слідуючи шляхом свого друга Джорджа Волкова, який навчався у Ванкувері всього на рік старше, Крісті вступив до аспірантури Каліфорнійського університету в Берклі до Роберта Оппенгеймера, одного з провідних фізиків-теоретиків США того часу. У 1941 році Крісті отримав освітньо-науковий ступінь доктора філософії і почав працювати на факультеті фізики в Іллінойському інституті технології, проте частину часу він також був зайнятий в Чиказькому університеті, де працював у проєкті зі створення першого ядерного реактора (Чиказька дровітня-1) у Енріко Фермі — останньому він був рекомендований Оппенгеймером як цінний теоретик.
Коли під керівництвом Оппенгеймера була утворена Лос-Аламоська національна лабораторія, Крісті був одним із перших, хто приєднався до «Теоретичної групи» Мангеттенського проєкту. Роберт Крісті вважається автором ідеї, згідно з якою цільна (непуста) субкритична маса плутонію може бути імплозивним вибухом стиснута до надкритичної, що було суттєвим спрощенням порівняно з ранніми варіантами, які вимагали маси з порожниною. Через цю ідею модель суцільної плутонієвої бомби (англ. solid-core plutonium model), застосованої у випробуванні «Триніті», часто називається «штучка Крісті» (англ. Christy gadget).
Після Лос-Аламоса Крісті деякий час пропрацював на факультеті фізики університету Чикаго, але потім, на запрошення Оппенгеймера, який вирішив не продовжувати навчальну кар'єру, перевівся до Каліфорнійського технологічного інституту. В ньому він продовжив займатися науково-навчальною діяльністю, а також виконувати обов'язки декана, проректора та чинного президента.
У 1960 році вчений звернув свій інтерес до астрофізики, створивши кілька перших практичних математичних моделей для опису фізики зірок. За свою роботу Королівське астрономічне товариство нагородило його у 1967 році медаллю Еддінгтона. У 1980-х та 1990-х роках Крісті брав участь у роботі Комітету з дозиметрії Національної науково-дослідної ради США, що займалася вивченням фактичних радіаційних наслідків ядерного бомбардування Японії — для кращого розуміння медичного ризику радіаційного опромінення .
Роберт Крісті помер 3 жовтня 2012 року на 97-му році життя у своєму будинку в Пасадині. Він був одним з останніх людей, які безпосередньо брали участь у Мангеттенському проєкті. Після себе вчений залишив дружину, Джиліану, двох доньок, двох синів та п'ятьох онуків.